# Morgan ab Owain
Morgan ab Owain († 1158) war ein walisischer König und Lord von Caerleon. Er war ein Sohn von Owain Wan und damit ein Enkel von Caradog ap Gruffydd, des letzten walisischen Königs von Gwent.

## Leben
Nachdem Caradog ap Gruffydd 1081 im Kampf gegen Rhys ap Tewdwr gefallen war, konnte sein Sohn Owain Wan nur die Herrschaft über Gwynllŵg übernehmen. Der Großteil von Gwent wurde in den folgenden Jahren von dem anglonormannischen Lord Robert Fitzhamon erobert.
1136 ermordete Morgan während des walisischen Aufstands nach dem Tod von König Heinrich I. zusammen mit seinem Bruder Iorwerth in einem Hinterhalt Richard FitzGilbert de Clare, den anglonormannischen Lord von Ceredigion. Anschließend eroberte er Caerleon und Usk Castle und gewann so die Herrschaft über Upper Gwent und Llenfennydd. Obwohl er damit nur über ein kleines Territorium herrschte, nannte er sich fortan selbst König. Da die benachbarten normannischen Marcher Lords selbst in den englischen Bürgerkrieg nach dem Tod von Heinrich I. verwickelt waren, konnte er seine Eroberungen halten. Dazu sicherte er sich durch Abkommen mit Robert of Gloucester und nach dessen Tod mit Roger FitzMiles ab. Mehrfach kämpften er und seine Krieger als Söldner im Dienst von Robert of Gloucester oder Roger FitzMiles auf der Seite der Kaiserin Matilda, unter anderem "als fürchterlicher walisischer Mob" zusammen mit Cadwaladr ap Gruffydd von Gwynedd und Madog ap Maredudd von Powys in der Schlacht von Lincoln. 1154 wurde er schließlich von Heinrich II. als Lord von Caerleon anerkannt, doch wurde er 1158 zusammen mit seinem Barden Gwrgant ap Rhys bei einem Überfall nördlich von Caerphilly von Ifor Bach, dem walisischen Häuptling von Senghenydd ermordet. Obwohl Morgan mindestens zwei Söhne, Morgan und Hywel, hinterließ, wurde sein Nachfolger sein Bruder Iorwerth ab Owain.